# Anomaloppia peregovitsi
Anomaloppia peregovitsi är en kvalsterart som först beskrevs av Sandór Mahunka 1986.  Anomaloppia peregovitsi ingår i släktet Anomaloppia och familjen Oppiidae. Inga underarter finns listade i Catalogue of Life.